# 曹興誠沈君山對弈捐款國立清華大學事件
沈君山一盤棋募款事件，發生於1995年10月，國立清華大學校長沈君山向聯電董事長曹興誠請求捐款給清華大學的事件。雙方經由一局圍棋，最終曹興誠決定捐款1500萬元給國立清華大學。經由記者張作錦等人作見證，雙方於1996年5月完成簽約捐款後，由《聯合報》報導此事，向外揭露，在沈君山晚年以及過世時，成為著名佳話。
2025年在罷免徐巧芯事件中，曹興誠成為提案領銜人後，中國國民黨立委翁曉玲於臉書發文指控曹興誠當年未依約給付捐款給清華大學，清華大學校方向記者聲明未收到款項，再次成為新聞事件。曹興誠本人聲明當年已經支付捐款給沈君山。

## 背景

### 棋局與捐款
為了幫清華大學募款，時任清華大學校長的沈君山，在1995年10月，由清華之友協會舉辦的晚宴中，向聯電董事長曹興誠勸募，請求捐款給清華大學。曹興誠認為自己是交大校友，沒有捐款名義，因此向沈君山提議，雙方進行一局圍棋挑戰，作為捐款的理由。曹興誠提出，以棋局結果來決定捐款數目，若輸一子捐1萬元。因沈君山棋力較高，以讓三子來開局，曹興誠半途棄局投降，沈君山以中押勝結束。結算，曹興誠輸五十目。沈君山起初以為是一目捐新台幣1萬元，曹興誠最終決定以一目一萬美金來捐款，以美金對台幣匯率1比30元計價，曹興誠宣布將捐款台幣1千五百萬元給清華大學。
1996年5月5日，沈君山邀請中研院長李遠哲與聯合報總編輯張作錦等人，參與清華之友舉辦的校慶活動晚宴，作為見證人。據張作錦回憶，在晚宴中，曹興誠與沈君山，分別代表聯電與清華大學，以進行一項合作案為由，雙方簽下合約，由曹興誠進行捐款，完成約定。《聯合報》於5月6日刊登報導此事。聯合報於5月10日再度刊登新聞，指出在5月6日新聞見報後，有人向新竹地檢署舉報沈君山涉及賭博罪。新竹地檢署檢查官在約談沈君山後，決定不起訴。相關內容在張作錦2011年5月20日在《星洲網》發表的回憶投書，以及他的個人回憶錄《姑念該生：新聞記者張作錦生平回憶記事》中都有收錄。《沈君山說棋王故事》第一卷，記錄沈君山在2003年接受小朋友訪問，提及收到曹興誠捐款的往事。
2011年6月3日時任校長陳力俊於「我願無窮-大師對談文化蒐藏」活動致辭，曾宣稱清華大學已經收到曹興誠1500萬捐款。清華校友，曾任清華大學財務規劃室主任的許明德，於2014年在《清華大學校友通訊》刊登的文章中，曾提及曹興誠捐款一千五百萬的往事。
沈君山於2018年過世時，由清華大學製作的沈君山校長紀念集，以及相關新聞報導，皆有引述此事。由天下文化公司編輯的《沈君山大事記》中也列入這項故事。清大圖書館於2019年引述沈君山校長紀念集，發表兩人於1995年對奕的照片。

### 捐款使用
清大物理系教授顏晃徹於1995年因胃癌過世，其家屬捐贈500萬元給清華大學物理系。據《聯合報》於1996年5月6日的報導，沈君山校長由曹興誠捐款中取出部份，以校長配合款進行補助，仿效英國皇家學會聖誕演講的方式，舉辦顏晃徹紀念講座。其內容為邀請具社會地位的專業人才，為中學生與社會大眾舉辦通俗科學講座，預定一年舉行四次。1996年5月5日，舉辦首屆顏晃徹通俗科學講座，由中研院長李遠哲擔任首任講座主講人，主講「雷射與化學」。之後預定邀請楊振寧與陳省身等人來演講。
在1996年《顏晃徹教授紀念專輯》中，沈君山曾提到設立顏晃徹紀念講座，其內容與《聯合報》報導相同。其中說明講座經費先由沈君山已募得的校長自由支配款支付，日後再單獨募集基金。對於《聯合報》於1996年5月6日的報導，清華大學於2025年2月25日聲明，只有使用顏晃徹家屬捐贈的款項來支付講座活動，否認校方曾經將曹興誠捐款用在顏晃徹紀念講座上。

## 後續爭議
中國國民黨立委翁曉玲於2025年2月24日指控曹興誠未依約給付捐款一千五百萬元，積欠30年。當天清華大學證實未收到，對此曹興誠回應稱以支票交付捐款給沈君山，未過問用途。翁曉玲認為曹興誠影射沈君山貪污這筆1500萬捐款，要求清華大學譴責。
依清華大學數位校史館網頁，2011年6月3日時任校長陳力俊於「我願無窮-大師對談文化蒐藏」活動致辭，曾宣稱清華大學已經收到曹興誠1500萬捐款。對此，2月25日清華大學再次回應確實沒收到，私下向中央社記者表示，當時此事在教育界傳為「美談」，至今還未有這筆捐款的詳細紀錄；陳力俊則向中國時報還原始末，指當時因私下談話曹說有捐他就在演講時表達感謝，並未查證，不能當成證明，並表示幾年前學校邀曹去演講時就查證過曹未捐款，並非這次風波才查證。
清華大學說明，曾多次向曹興誠明示，暗示，要求他捐款，但都未收到款項。清華大學確定沒有收到這筆捐款，也沒有支票記錄。清華大學校方只願意以不具名方式接受採訪，無人願意出面證實，只說明校方不會再多作回應。
清華校長高為元在2025年2月28日發出校內信，聲稱為保護捐款者隱私，未經過捐款者本人要求，清華大學不會主動揭露捐款相關資訊。

### 捐款方式
對於清華大學校方指控曹興誠未照按約定捐款，曹興誠最初回應，捐款當年已經以支票方式直接交付給沈君山校長。
經由記者林宏文轉述，聯電前總經理吳宏仁於2025年說明，當年捐款是由聯電公司進行捐款，雙方進行合作案，用這個名目支付，並非全由曹興誠以個人名義捐出，清華大學校方只查曹興誠個人捐款，才會說沒收到款項。
今週刊記者採訪清華大學當年經手的基層人員，稱當年捐款由聯電科技文教基金會支付，分五年捐出，分別捐給清華大學與交通大學各1500萬。
曹興誠個人聲明，當年捐款是以聯電名義捐出，他未承諾過要由自己的名義捐款。在這次捐款後，聯電曾經聘請兩任清大校長擔任獨立董事。在清華大學建立電機資訊館（今劉炯朗館）時，聯電捐款1.5億元。建造君山音樂廳時，聯電捐款1億元。他質疑清華大學配合翁曉玲對他進行毀謗，是遭到中國共產黨滲透。